# 13410 Arhale
13410 Arhale eller 1999 UX5 är en asteroid i huvudbältet som upptäcktes den 29 oktober 1999 av Catalina Sky Survey projektet. Den är uppkallad efter Alan R. Hale.
Asteroiden har en diameter på ungefär 3 kilometer.